# Przykopy (województwo łódzkie)
Przykopy – osada leśna w Polsce położona w województwie łódzkim, w powiecie piotrkowskim, w gminie Aleksandrów.
W latach 1975–1998 miejscowość administracyjnie należała do województwa piotrkowskiego.